# Lista de lagos do Canadá

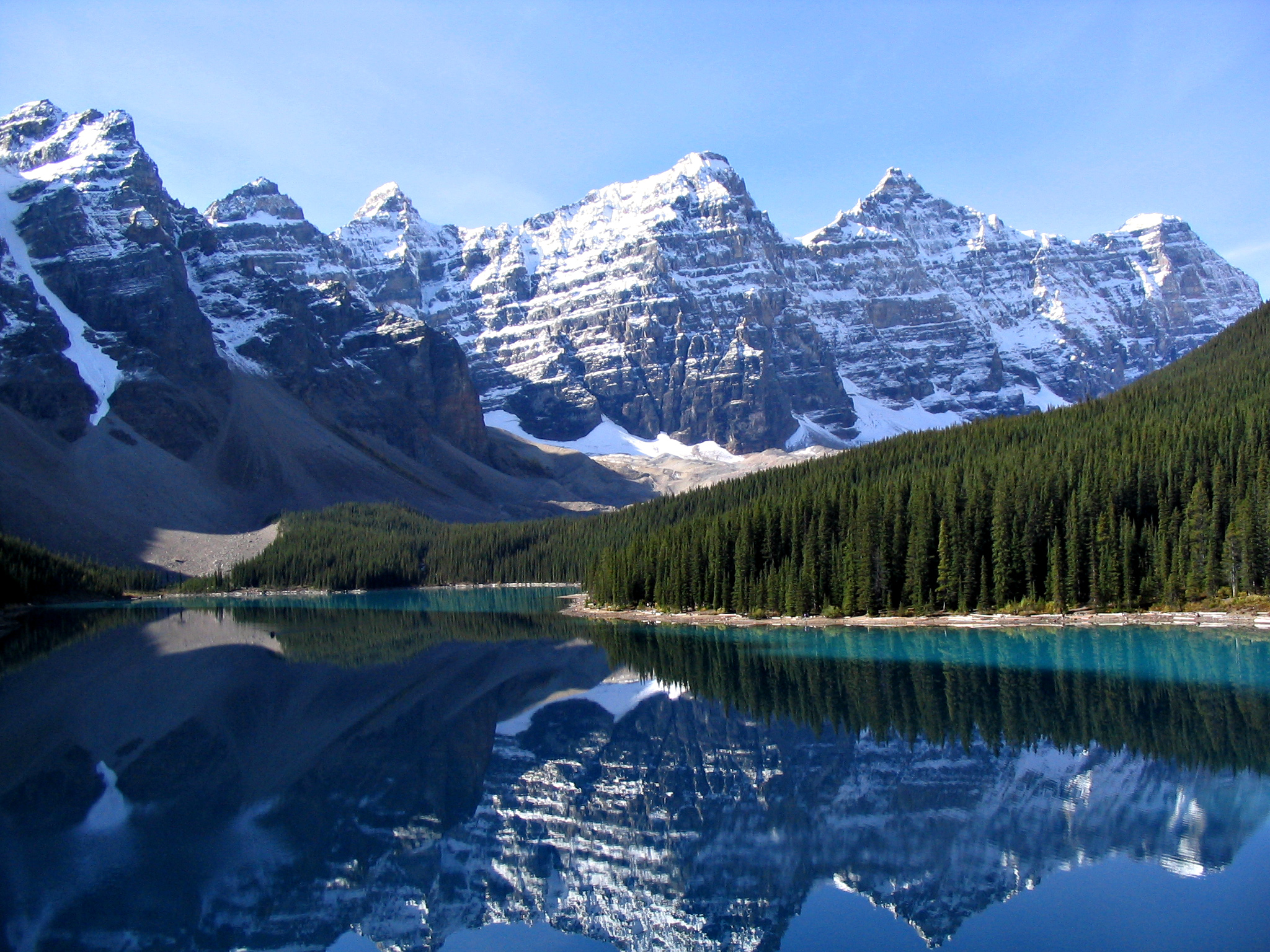
Lago Moraine.

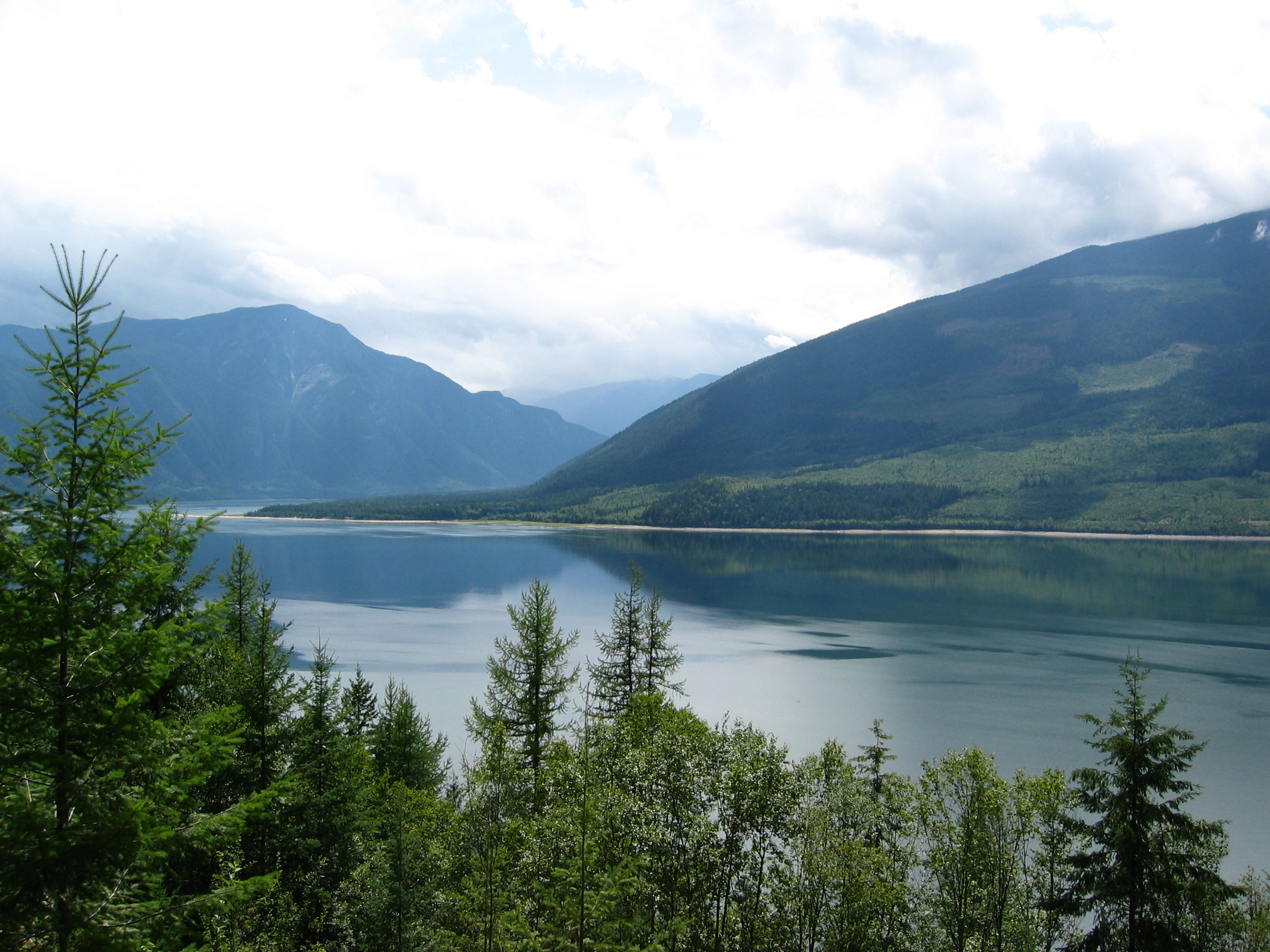
Lago Arrow.

Esta é uma lista de lagos no Canadá. O Canadá tem um número extremamente grande de lagos. O número de lagos com mais de 3 km2 é estimado em cerca de 31.752 pelo Atlas do Canadá, com 561 lagos com uma superfície maior do que 100 km2.  Quase 9% (891163 km2) da área total do Canadá é coberta por água doce. Não há nenhuma estimativa oficial do número de lagos menores. Esta lista abrange apenas os grandes lagos.

## Alberta

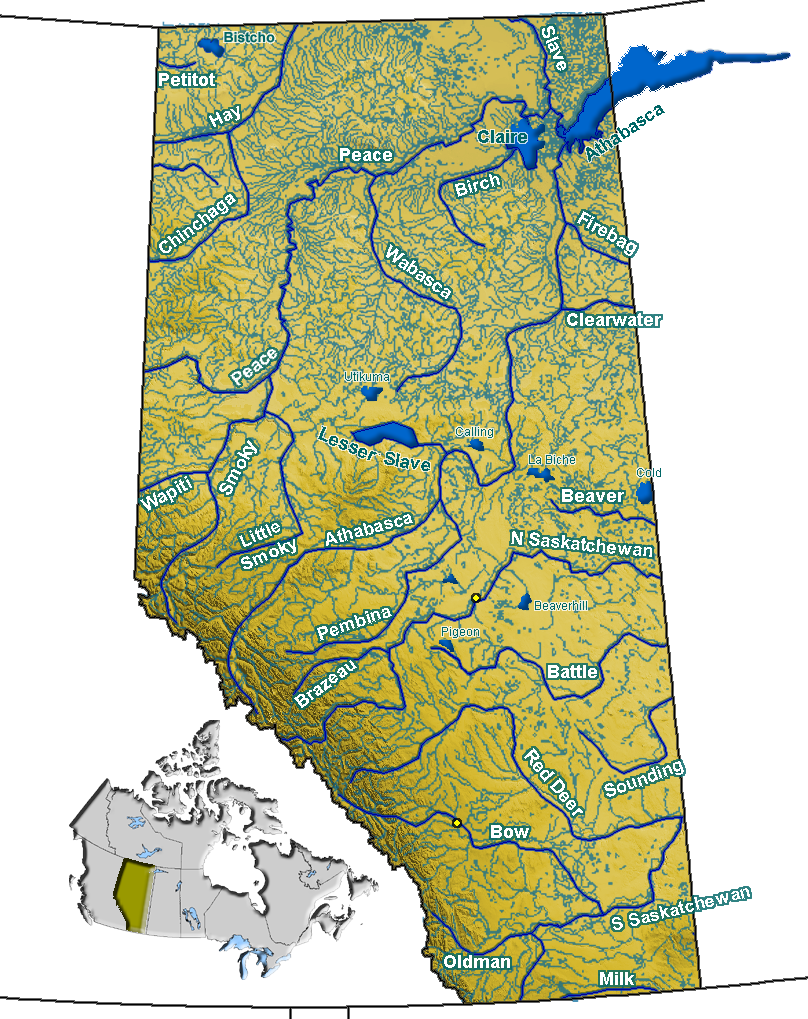
Hidrografia de Alberta.

- Lago Athabasca em Alberta e Saskatchewan
- Lago Beaverhill
- Lago Bistcho
- Lago Calling
- Lago Claire
- Lago Cold em Alberta e Saskatchewan
- Lago Gull
- Lago Jackfish
- Lago la Biche
- Lago Sante
- Lago Louise
- Pequeno Lago do Escravo
- Lago Margaret
- Lago Maligne
- Lago Moraine
- Lago Pigeon
- Lago Primrose em Saskatchewan e Alberta
- Lago Sylvan
- Lago Utikuma
- Lago Waterton em Alberta e Montana, USA
- Lago Winefred
- Lago Wizard
- Lago Samyquan
- Lago Margaret
- Lago Peyto

## Colúmbia Britânica
- Lago Adams
- Lago Arrow
- Lago Atlin

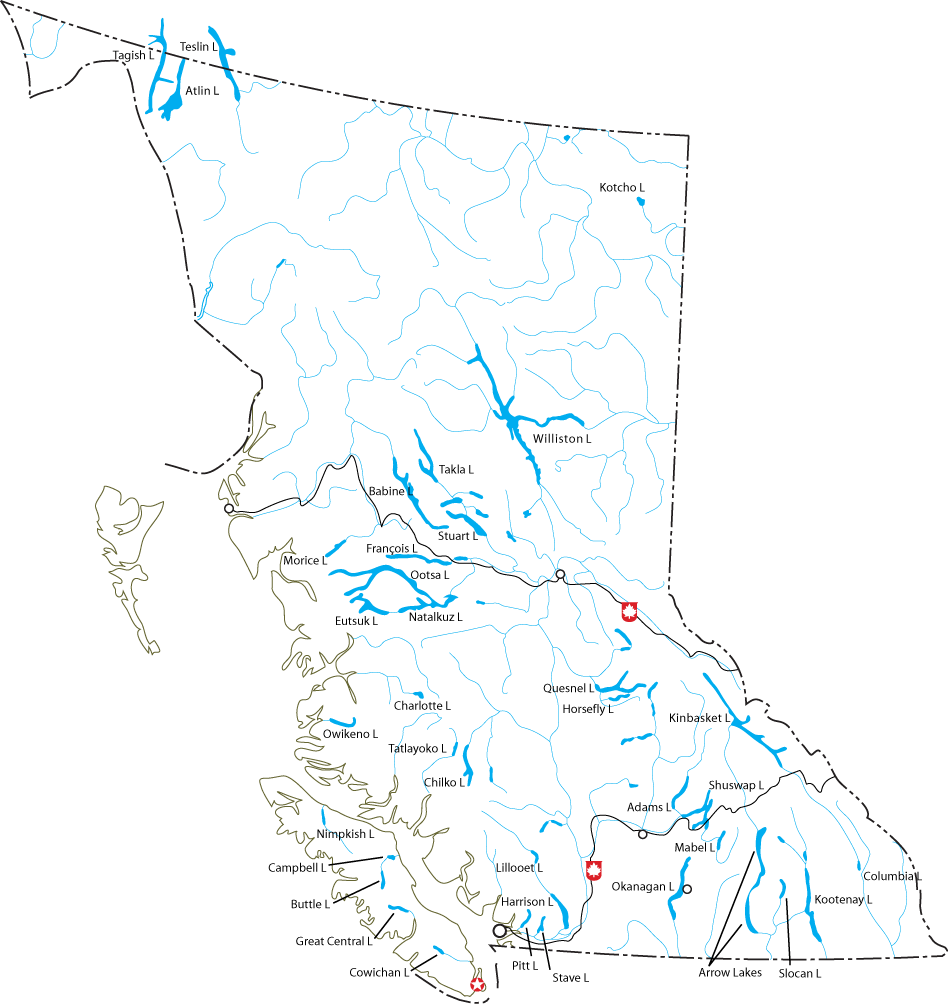
Lagos da Colúmbia Britânica.

- Lago Bennett na Colúmbia Britânica e no Yukon
- Lago Berg
- Lago Babine
- Lago Burns
- Lago Buttle
- Lago Capilano
- Lago Chilko
- Lago Cristina
- Lago Clearwater
- Lago Columbia
- Lago Cultus
- Lago Evans
- Lago François
- Lago Fuller
- Lago Garibaldi
- Lago Great Central
- Lago Kamloops
- Lago Kawkawa
- Lago Kennedy
- Lago Kinbasket
- Lago Kawkawa
- Lago Harrison
- Lago Kootenay
- Lago Lava
- Lago Mabel
- Lago Mill
- Lago Okanagan
- Lago Ootsa
- Lago Quesnel
- Lago Sherbrooke
- Lago Shuswap
- Lago Sproat
- Lago Stuart
- Lago Tagish na Colúmbia Britânica e no Yukon
- Lago Tchesinkut
- Lago Teslin na Colúmbia Britânica e no Yukon
- Lago Tatlayoko
- Lago Volcano
- Lago Wasa
- Lago Whonnock
- Lago Windermere
- Lago Williston
- Lago Williams

## Manitoba
- Lago Cedar
- Lago Clearwater
- Lago Cross
- Lago Dauphin
- Lago Gods
- Lago Granville
- Lago Kasmere
- Lago Kipahigan
- Lago Island
- Lago Manitoba
- Lago Molson
- Lago Nejanalini
- Lago Nueltin
- Lago Pekwachnamaykoskwaskwaypinwanik em Manitoba e Nunavut
- Lago Oxford
- Lago Persian
- Lago Playgreen
- Lago Putahow
- Lago Red Deer
- Lago Reindeer em Manitoba e Saskatchewan
- Lago Sipiwesk
- Lago Southern Indian
- Lago Springer - Local usado pela Escola das Forças Canadianas de Sobrevivência e Formação Médica Aerotransportada (CFSSAT) e como local para treinamento de sobrevivência.
- Lago Swan
- Lago Toews
- Lago Winnipeg
- Lago Winnipegosis
- Lago dos Bosques no Minnesota, Estados Unidos; Manitoba e Ontário, no Canadá
- Lago West Hawk em Whiteshell Provincial Park, Manitoba

## Novo Brunswick
- Lago Baker
- Lago Bull
- Lago Cassidy
- Lago Chamcook
- Lago Darlings
- Lago Digdeguash
- Lago East Grand
- Lago George
- Lago Grand
- Lago Gulquac
- Lago Harvey
- Lago Alva
- Lago Lomond
- Lago Long
- Lago Magaguadavic
- Lago Maquapit
- Lago Miramichi
- Lago Nictau
- Lago North Renous
- Lago Oromocto
- Lago Quensel
- Lago Scotch
- Lago Serpentine
- Lago Shogomoc
- Lago Reservatório Sisson Branch
- Lago Skiff
- Lago South Oromocto
- Lago Spednic
- Lago Trousers
- Lago Tuadook
- Lago Unique
- Lago Utopia
- Lago Wauklahegan
- Lago Yoho

## Terra NovaeLabrador
- Lago Ashuanipi
- Lago Atikonak
- Lago Deer
- Lago De Mille
- Lago Grand
- Lago Joseph
- Lago Melville
- Lago Mistastin
- Lago Nipishish
- Lago Opocopa
- Lago Ossokmanuan
- Lago Shabogamo
- Lago Smallwood (O maior lago da província - 6527 km2)

## Territórios do Noroeste
- Lago Artillery
- Lago Aylmer
- Lago Blackwater
- Lago Boyd
- Lago Buffalo
- Lago Clinton-Colden
- Lago Colville
- Lago Faber
- Lago Firedrake
- Lago Great Bear
- Lago Great Slave
- Lago Hjalmer
- Lago Hottah
- Lago Howard
- Lago Kakisa
- Lago Kasba nos Territórios do Noroeste e Nunavut
- Lago Belot
- Lago de Gras
- Lago des Bois
- Lago La Martre
- Lago Maunoir
- Lago Lynx
- Lago MacKay
- Lago Mosquito
- Lago Nonacho
- Lago Point
- Lago Scott em Saskatchewan e nos Territórios do Noroeste
- Lago Selwyn nos Territórios do Noroeste e Saskatchewan
- Lago Sitidyi
- Lago Snowbird
- Lago Tahiryuak
- Lago Tathlina
- Lago Trout
- Lago Whitefish
- Lago Wholdaia

## Nova Escócia
Cape Breton Island
- Lago Ainslie
- Lago Bras d'Or
- Lago Lomond

Halifax Regional Municipality
- Lago A
- Lago Albro
- Lago Anderson
- Lago Ash
- Lago Banook
- Lago Baptizing
- Lago Barrett
- Lago Bayers
- Lago Beaver
- Lago Beaverbank
- Lago Bell
- Lago Big Horseshoe
- Lago Birch Cove
- Lago Bissett
- Lago Blueberry
- Lago Bottle
- Lago Camphill
- Lago Crotched
- Lago Charles
- Lago Charles
- Lago Charlotte
- Lago Chocolate
- Lago Colpitt
- Lago Coxs
- Lago Cranberry
- Lago Dark
- Lago Duck
- Lago Feely
- Lago Fenerty
- Lago First
- Lago Flat
- Lago Fletcher
- Lago Fox
- Lago Frenchman
- Lago Frog
- Lago Golden
- Lago Governor
- Lago Grand
- Lago Halfway
- Lago Hamilton
- Lago Haunted
- Lago Hawkin Hall
- Lago Hobsons
- Lago Jack
- Lago Kearney
- Lago Kelly
- Lago Kelly Long
- Lago Kidston
- Lago King
- Lago Kinsac
- Lago Lewis
- Lago Lily
- Lago Little
- Lago Pequeno Cranberry
- Lago Little Grand
- Lago Little Pockwock
- Lago Lizard
- Lago Long
- Lago Loon
- Lago Lovett
- Lago Major
- Lago Maple
- Lago Marsh
- Lago Maynard
- Lago McCabe
- Lago Mic Mac
- Lago Miller
- Lago Moon
- Lago Morris
- Lago Oak
- Lago Obrien
- Lago Ocean
- Lago Otter
- Lago Paul
- Lago Porters
- Lago Perry
- Lago Pockwock
- Lago Powder Mill
- Lago Quarry
- Lago Ragged
- Lago Rasley
- Lago Robertson
- Lago Rocky
- Lago Russell
- Lago Second
- Lago Second
- Lago Second
- Lago Sandy
- Lago Settle
- Lago Schmidt
- Lago Sherbrooke
- Lago Shubenacadie Grand
- Lago Six Mile
- Lago Soldier
- Lago Spectacle
- Lago Springfield
- Lago Square
- Lago Sullivan
- Lago Sullivan's Pond
- Lago Taylor
- Lago Thomas
- Lago Third
- Lago Three Finger
- Lago Three Mile
- Lago Tomahawk
- Lago Topsail
- Lago Tucker
- Lago Turf
- Lago Washmill
- Lago Webber
- Lago William
- Lago Whites
- Lago Williams
- Lago Willis
- Lago Wilson

Cumberland County
- Lago Newville Escócia

Guysborough County
- Lago Indian Harbour
- Lago Morris

Kings County
- Lago Gaspereau
- Lago George

Yarmouth County
- Lago Milo

Elsewhere
- Lago Barrington
- Lago Big Mushamush
- Lago Great Barren
- Lago Great Pubnico
- Lago Hog
- Lago Jordan
- Lago Kejimikujik
- Lago Panuke
- Lago Rossignol
- Lago Sherbrooke
- Lago Tobeatic

## Nunavut
- Lago Aberdeen
- Lago Amadjuak
- Lago Angikuni
- Lago Baker
- Lago Bluenose
- Lago Contwoyto
- Lago Dubawnt
- Lago Ennadai
- Lago Ferguson
- Lago Ferguson
- Lago Garry
- Lago Hall
- Lago Hazen
- Lago Henik
- Lago North Henik
- Lago South Henik
- Lago Kamilukuak
- Lago Kaminak
- Lago Kasba  nos Territórios do Noroeste e Nunavut
- Lago MacAlpine
- Lago Maguse
- Lago Mallery
- Lago Ktulik
- Lago Nettilling
- Lago Nueltin em Manitoba e Nunavut
- Lago Princesa Mary
- Lago Qamanirjuaq
- Lago Tebesjuak
- Lago Tehek
- Lago Tulemalu
- Lago Yathkyed

## Ontário
- Lago das Baías
- Lago Big Trout
- Lago Eugenia
- Lago Erie em Ontário e Michigan, New York, Ohio, Pensilvânia nos Estados Unidos
- Lago George (entre o Ontário continental e ilha do Açúcar, Michigan)
- Lago Huron em Ontário e Michigan nos Estados Unidos
- Lago Manitou - no interior da ilha Manitoulin
- Lago Nipigon
- Lago Nipissing
- Lago Ontário em Ontário e New York nos Estados Unidos
- Lago Rainy em Ontário e Minnesota nos Estados Unidos
- Lago Sandy
- Lago Saint Joseph
- Lago Seul
- Lago Simcoe
- Lago St. Clair em Ontário e Michigan nos Estados Unidos
- Lago Superior em Ontário e Michigan, Minnesota, Wisconsin nos Estados Unidos
- Lago Timiskaming em Ontário e Quebec
- Lago Trout
- Lago dos Bosques no Minnesota, Estados Unidos; Manitoba e Ontário
- Lago Muskoka

## Quebec
- Lago Bear
- Lago Culotte
- Lago Abitibi em Ontário e Quebec
- Lago Feuilles
- Lago Bienville
- Lago Burton
- Lago do Reservatório Caniapiscau
- Lago do Reservatório Cabonga
- Lago Champlain no Quebec e New York, Vermont nos USA
- Lago Couture
- Lago of Two Mountains
- Lago des Loups Marins
- Lago Reservatório Dozois
- Lago l'Eau-Claire
- Lago Evans
- Lago Grand
- Lago do Reservatório Gouin
- Lago Guillaume-Delisle
- Lago Lusk
- Lago MacGregor
- Lago Magpie
- Lago do Reservatório Manicouagan
- Lago Manouane
- Lago Meacham
- Lago Meech
- Lago Minto
- Lago Mistassini
- Lago Nantais
- Lago Nichicun
- Grande Lago Nominingue
- Pequeno Lago Nominingue
- Lago Opiscotėo
- Lago Payne
- Lago Pemichangan
- Lago Péribonca
- Lago Phillipe
- Lago Pikauba
- Lago Pink
- Lago do Reservatório Pipmuacan
- Lago do Reservatório Robert-Bourassa
- Lago Saint-Jean
- Lago Saint-Louis
- Lago Sainte-Marie
- Lago Saint-Pierre
- Lago Sakami
- Lago Upper Seal
- Lago Timiskaming em Ontário e Quebec
- Lago William
- Lago Blue Sea
- Lago La Blanche
- Lago Beauchamp
- Pequeno Lago Cedar
- Grande Lago Cedar
- Grande Lago Cedar
- Lago Pingualuk

## Saskatchewan
- Lago Amisk
- Lago Athabasca em Alberta e Saskatchewan
- Lago Beaver
- Grande Lago Quill
- Grande Lago Shell
- Lago Black
- Lago Churchill
- Lago Christopher
- Lago Cold em Alberta e Saskatchewan
- Lago Cowan
- Lago Cree
- Lago Crooked
- Lago Crystal
- Lago Cumberland
- Lago Echo
- Lago Davey
- Lago Delaronde
- Lago Deschambault
- Lago Dorė
- Lago Frobisher
- Lago Iroquois
- Lago última Montanha
- Lago La Loche
- Lago la Ronge
- Lago Diefenbaker
- Lago Green Water
- Lago Little Manitou perto de Watrous
- Lago Little Quill
- Lago Manitou perto de Lloydminster
- Lago Montreal
- Lago Old Wives
- Lago Pasquia
- Lago Peter Pond
- Lago Pinehouse
- Lago Primrose em Saskatchewan e Alberta
- Lago Qu'Appelle
- Lago Scott em Saskatchewan e nos Territórios do Noroeste
- Lago Reindeer em Manitoba e Saskatchewan
- Lago Selwyn nos Territórios do Noroeste e em Saskatchewan
- Lago Tazin
- Lago Tobin
- Lago Wollaston
- Lago Close
- Lago Russel
- Lago Unknown, (actual name)
- Lago La Plonge
- Lago Lower Foster
- Lago Middle Foster
- Lago Upper Foster

## Yukon
- Lago Aishihik
- Lago Atlin na Columbia Brtânica e no Yukon
- Lago Bennett na Columbia Britânica e no Yukon
- Lago Dezadeash
- Lago Frances
- Lago Kluane
- Lago Kusawa
- Lago Laberge
- Lago Marsh
- Lago Mayo
- Lago Nares
- Lago Quiet
- Lago Snafu
- Lago Tagish na Columbia Britânica e no Yukon
- Lago Tarfu
- Lago Teslin na Columbia Britânica e no Yukon
- Lago Wolf

## Lagos Internacionais

### Columbia Britânica
- Lago Osoyoos Columbia Britânica e Washington, USA

### Alberta
- Lago Waterton Alberta e Montana, USA

### Quebec
- Lago Champlain Quebec e New York, Vermont nos USA

### Ontário
- Lago Erie Ontário e Michigan, New York, Ohio, Pennsylvania nos USA
- Lago Huron Ontário e Michigan USA
- Lago Ontário Ontário e New York nos USA
- Lago Rainy Ontário e Minnesota, USA
- Lago St. Clair Ontário e Michigan nos USA
- Lago Superior Ontário e Michigan, Minnesota, Wisconsin nos USA

### Ontário eManitoba
- Lago dos Bosques (Lake of the Woods) no Minnesota, Estados Unidos; Manitoba e Ontário